# Chiesa di Santa Maria Maddalena (Tavernola Bergamasca)
La chiesa prepositurale di Santa Maria Maddalena è il principale luogo di culto cattolico di Tavernola Bergamasca, in provincia e diocesi di Bergamo. Inoltre, è sede di una parrocchia, eretta nel 1875, facente parte del vicariato di Predore.

## Storia
La prima citazione di una chiesa a Tavernola, dipendente dalla pieve di Calepio, risale al XIV secolo. Viene indicata nel nota ecclesiarum redatto nel 1360 da Bernabò Visconti per riportare le rendite delle chiese bergamasche.
Grazie ad un atto notarile del 1468 si sa che la chiesa originaria intitolata a santa Maria Maddalena era dotata d'un portico. Nel 1568, in seguito alla trasformazione delle pievi foraniali - lontane da centri abitati - in vicariati, la chiesa si trovò compresa in quello di Calepio. 

La chiesa fu riedificata nel XV secolo sopra i resti di un antico castello medioevale Questo fu terminato nel 1761..

Dalla relazione della visita pastorale del 1575 effettuata dall'arcivescovo di Milano san Carlo Borromeo s'apprende che la chiesa aveva otto altari e che le sue filiali erano le chiese di San Pietro, di San Giorgio a Gallinazza, di San Michelone a Cambianica, di San Bernardo nella medesima borgata e il sacello di San Rocco. 
Nel XVII secolo la parrocchia entrò a far parte del vicariato di Predore; in un documento del 1667 si legge che il numero degli altari era sceso a sei e che i fedeli erano 565. Il sacello quattrocentesco fu demolito nella prima metà del XVIII secolo per far posto alla nuova chiesa. Il nuovo edificio fu edificato su progetto di Gian Battista Galli tra 1749 ed il 1761; qualche anno dopo, nel 1763, risultava aggregata alla vicaria di Sarnico. Nel 1843 il campanile fu dotato di un concerto di cinque campane, realizzate dalla ditta Crespi. Nel 1861 la chiesa venne menzionata tra quelle comprese nella vicaria di Predore. Il 25 giugno 1875 la prepositurale fu consacrata dal vescovo di Bergamo Pier Luigi Speranza e in quello stesso anno venne eretta a parrocchiale. 
Nel 1939, il numero delle campane salì a otto, essendone state installate tre fuse dalla ditta Ottolina di Seregno. Durante la Seconda Guerra Mondiale le otto campane furono rubate e, nel 1953, vennero rimpiazzate da un concerto composto da altrettante campane. Nel 1971, in seguito alla riorganizzazione territoriale diocesana, la parrocchia passò alla neo-costituita zona pastorale XIII, per poi essere riaggregata al vicariato di Predore nel 1979.

## Descrizione

### Esterno
La facciata della chiesa è rivolta ad ovest e si affaccia sul sagrato di piccole dimensioni. Si presenta divisa in tre sezioni, quella inferiore divisa da sei lesene a colonna con centrale il portone con contorni in marmo bianco e terminante con lo stemma della diocesi, le colonne sono portanti di una trabeazione con cornicione a tegole, la parte centrale divisa da quattro lesene sempre a colonna che sorreggono la trabeazione superiore, centrale una finestra che da luce all'interno dell'aula. La terza parte composta da un timpano anche questo ornato da tegole. 

### Interno
L'interno è composto da un'aula a croce latina con due altari laterali che anticipano la grande cupola poligonale poggiante su quattro grandi archi a cui convengono gli altri quattro altari. La cupola presenta aperture ogivali che danno luminosità all'aula ed è terminante con il tiburio. Gli affreschi della cupola furono eseguiti da Vittorio Manini nel 1956, mentre la volta riporta affreschi che raccontano la storia di Maria di Magdala realizzati da Francesco Savanni.
Il presbiterio è raggiungibile da tre gradoni e conserva il coro ligneo opera di Giovanni Antonio Sanz e recuperato per la nuova collocazione; la pala d'altare firmata da Vincenzo Angelo Orelli e datata 1798 raffigura Santa Maria Maddalena che riceve la comunione da san Gerolamo.  Del medesimo artista è l'affresco Resurrezione di Lazzaro posto sulla controfacciata. L'altare maggiore, in marmi policromi, fu donato dalla famiglia Consoli. L'altare marmoreo della cappella intitolata alla Madonna del Rosario eseguito dalla bottega dei Fantoni di Rovetta è l'arredo di maggior pregio artistico conservato nella chiesa. Questo fu ordinato nel 1784 e terminato nel 1798.
Nell'ottobre del 2018 la chiesa ospitò la mostra fotografica Vangelo secondo Giotto. Nell'aula fu allestita la grande riproduzione della Cappella degli Scrovegni curata da Roberto Filippetti, mostra che ha avuto l'intento di avvicinare all'arte giottesca in particolare i giovani e le scuole.